# 213637 Lemarchal
213637 Lemarchal este o planetă minoră (asteroid) din centura de asteroizi. A fost descoperită pe 17 august 2002 la Observatorul Palomar de Near Earth Asteroid Tracking. 
Obiectul prezintă o orbită caracterizată de o semiaxă mare de 2,6076273595515 UAi, o excentricitate de 0,1, o înclinație de 4,4 ° în raport cu ecliptica.